# Lagonosticta rara
La amaranta ventrinegra (Lagonosticta rara) es una especie de ave paseriforme de la familia Estrildidae propia del África occidental y el norte de África central.

## Distribución
Se extiende por una franja que va desde África central hasta el norte de la región de los Grandes Lagos de África, por un área de unos 2.300.000 km².